# Villa de Leyva
Villa de Leyva est une municipalité de Colombie, située dans le département de Boyacá.
Petite ville (6 000 hab) reconnue par l'architecture coloniale, c'est un centre touristique célèbre populaire à cause de son immense place centrale à gros pavés et les bâtiments qui l'entourent, inscrite au Patrimoine national de Colombie. Le festival du cinéma (3-7 août), la fête nationale du Cerf-volant (mi-août), et la fête de la lumière (7 décembre) sont des grands évènements au niveau national.

## Paléontologie
Les environs de la ville sont riches en fossiles. En 1977, un paysan y a déterré un reptile marin du genre Monquirasaurus, aujourd'hui exposé près du lieu de sa découverte,.